# Meragisa inalbata
Meragisa inalbata är en fjärilsart som beskrevs av Paul Dognin 1911. Meragisa inalbata ingår i släktet Meragisa och familjen tandspinnare. Inga underarter finns listade i Catalogue of Life.